# Момот, Демид Александрович
Момот, Демид Александрович (род. 3 июня 1949, Ленинград) — президент и основатель Федерации Хапкидо России, президент РОО "Санкт-Петербургская спортивная федерация ТХКЭВОНДО", Руководитель Российского Национального центра Чой Кван До. Генеральный директор Лиги мастеров Боевых искусств, мастер спорта СССР по Самбо, обладатель 8 дана Хапкидо (GHA), 7 дана Чой Кван До, заслуженный мастер боевых искусств (РСБИ).
Профессор кафедры теории и методики тхэквондо и спортивных боевых единоборств Национального университета физической культуры им. П. Ф. Лесгафта, кандидат психологических наук.

## Биография
Демид Александрович Момот родился в 1949 году в Ленинграде.
В 1962 году начал заниматься борьбой Самбо у Заслуженного тренера РСФС А. С. Массарского. Успешно выступал на соревнованиях по самбо и дзюдо. Неоднократный чемпион Ленинграда, победитель Всесоюзных соревнований, мастер спорта СССР.
В 1970 году начал тренерскую деятельность в качестве тренера по дзюдо в спортивном клубе «Турбостроитель», под руководством Заслуженного тренера России А. С. Рахлина.
В 1973 году начал тренироваться в каратэ у Альфата Макашева. Чемпион Ленинграда по каратэ (1979), вице-чемпион I Чемпионата СССР по каратэ (1979 год, Таллин), 4 дан шотокан каратэ, один из основателей Ленинградской федерации каратэ (ответственный секретарь).
В 1990 году вместе со своим другом и учеником Вячеславом Цоем организовал первый семинар по Хапкидо. (На базе КШВСМ в Ленинграде первый приезд в СССР мастера Ким Чиль Ен, 8 дан).
В 1993 году, во время прохождения семинара в городе Сеул, был представлен грандмастеру О Се Лим, президенту Федерации Корейского Хапкидо (KHF). Аттестован на 3 дан.
В этом же 1993 году в городе Атланта (Джорджия, США) был представлен основателю Международного боевого искусства Чой Кван До, грандмастеру Кван Джо Чой, 9 дан.
В 1996 году официально зарегистрировал и возглавил Федерацию Хапкидо Санкт-Петербурга (первую в России).
В 1998—1999 годах тренировался под руководством президента Международной Федерации Хапкидо (IHF), грандмастера Мен Джо Нам, 10 дан. Аттестован на 4 дан.
С 2001 года тренировался под руководством президента Всемирной Федерации Хапкидо (WHF), грандмастера Мен Кван Сик, 10 дан. Присвоено звание мастера (2004), аттестован на 6 дан (2006).
В 2001—2006 годах являлся генеральным директором петербургского стадиона имени С. М. Кирова.
В настоящее время Демид Момот президент Федерации Хапкидо России (2019) генеральный директор Лиги Мастеров Боевых искусств (1990), директор Российского национального центра Чой Кван До, сеньер-мастер инструктор 7 дан (1993), президент Санкт-Петербургской спортивной федерации тхэквондо (WTF)
Демид Момот является основателем школы боевых искусств (1990), в которой на данный момент занимается более 1000 воспитанников в Санкт-Петербурге, Москве, Сибири, на Дальнем Востоке, в Казахстане и других городах.
Основатель Международного фестиваля Боевых искусств «Кубок Балтийского моря».
Демид Момот кандидат психологических наук, профессор кафедры теории и методики тхэквондо и спортивно-боевых единоборств СПб НГУ им. П. Ф. Лесгафта. Автор многих научных работ, трех учебных фильмов по Хапкидо.
Демиду Момоту в 2007 году присвоено звание Заслуженного мастера боевых искусств (РСБИ).

## Награды
- Медаль «В память 300-летия Санкт-Петербурга» (15 сентября 2003) — удостоверение к медали № 155615
- Нагрудной знак «За заслуги в развитии физической культуры и спорта Санкт-Петербурга» (10 ноября 2010) — удостоверение № 520, постановление Правительства Санкт-Петербурга от 10 ноября 2010 г. № 1503
- Почетная грамота Совета Федерации Федерального собрания Российской Федерации (№ 4216 от 19 ноября 2013)
- Благодарность Губернатора Санкт-Петербурга (2013)
- Благодарность Законодательного Собрания Санкт-Петербурга (№ Р-626 от 20 ноября 2013)
- Благодарность Министра спорта Российской Федерации (приказ № 59 НГ от 22 мая 2014)
- Заслуженный работник физической культуры Российской Федерации (14 октября 2020) — за заслуги в развитии физической культуры и спорта, активную общественную деятельность[6].